# Villa Geniets

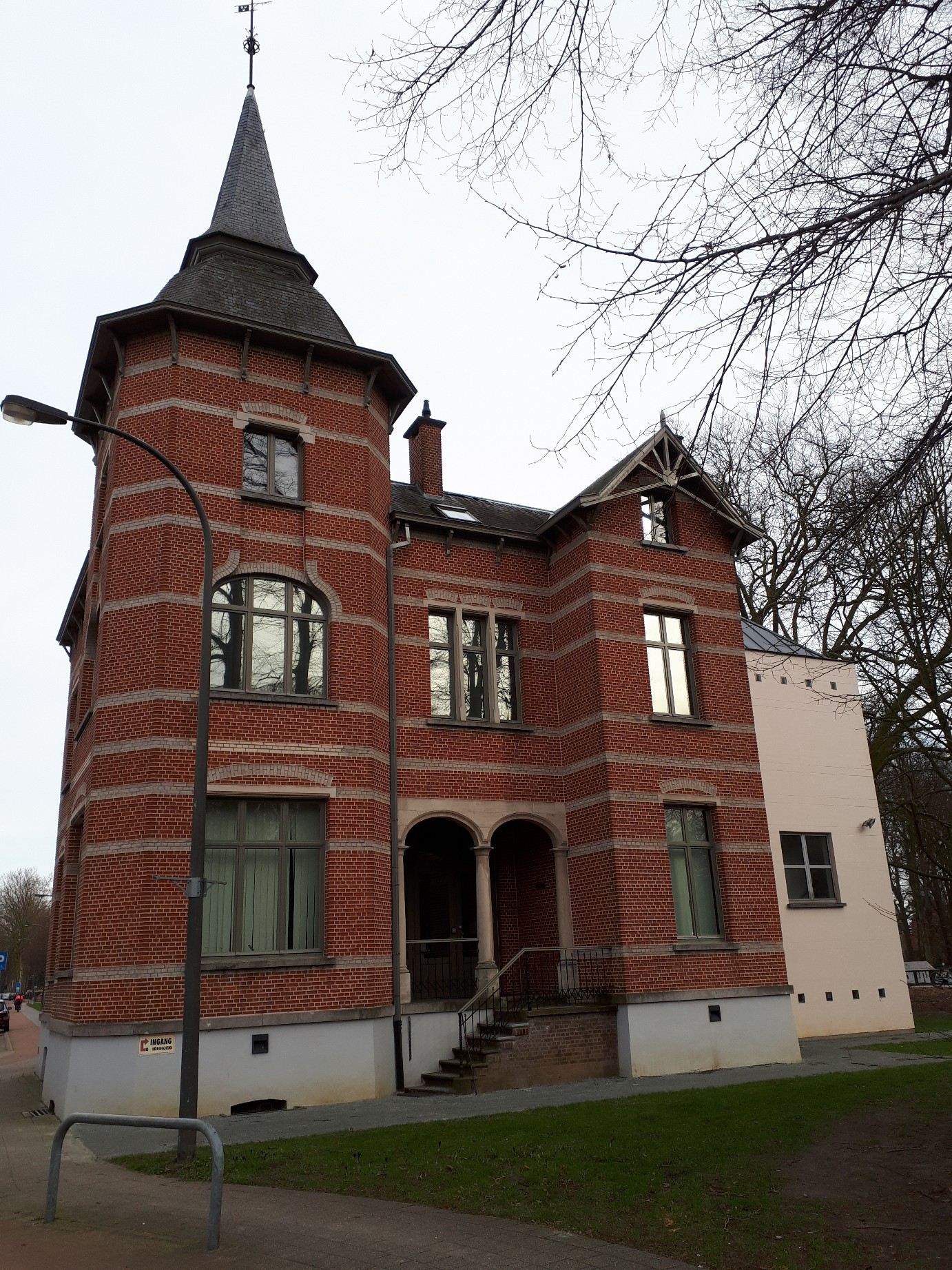
Villa Geniets

Villa Geniets, eerder Villa Van de Poel en Villa Van Humbeeck genaamd, is een landhuis in Ekeren.
Het huis werd gebouwd rond 1901 naar een ontwerp van de Antwerpse architect Henri Smits. Na een grondige renovatie en moderne aanbouw werden er verschillende diensten in ondergebracht. Sinds 2013 doet het gebouw aan de Veltwijcklaan dienst als stadsloket.
- Inventaris van het Bouwkundig Erfgoed (Vlaanderen): 214694